# 2744 Birgitta
2744 Birgitta este un asteroid descoperit pe 4 septembrie 1975 de Claes Lagerkvist.